# Nipissingmeer
Het Nipissingmeer (Engels: Lake Nipissing, Frans: Lac Nipissing) is een meer in de Canadese provincie Ontario.
Het Nipissingmeer is het op vier na grootste meer van Ontario (de Grote Meren niet meegeteld), met een oppervlakte van 873,3 km². Het meer wordt gevoed door verschillende rivieren, waaronder de Sturgeon River, en watert af via de French River, die uitmondt in de Georgebaai van het Huronmeer.
Het meer is relatief ondiep, met een gemiddelde diepte van 4,5 meter. Hierdoor liggen er vele zandbanken en eilanden in het meer. In het oostelijk gedeelte van het meer bevinden zich twee geërodeerde vulkanische pijpen: de cirkelvormige eilandengroep Manitou Islands en de cirkelvormige baai Callander Bay.
De grootste plaats aan het meer is de stad North Bay met ruim 53.000 inwoners. Andere plaatsen aan het meer zijn  Callander, Sturgeon Falls en Garden Village.
Het meer ontleent zijn naam aan de  Odishkwaagamiig, een aan de Ojibweg verwant volk dat al bijna duizend jaar in het gebied rond het meer woont, en daar nog steeds in een reservaat woont als de Nipissing Nation. De naam Nipissing is afgeleid van n’biissing, "aan het kleine water" in de taal van de Odishkwaagamiig. De eerste Europeaan die het meer bezocht was de Franse pelshandelaar Étienne Brûlé in 1610, en de eerste permanente Europese nederzetting werd rond 1874 gevestigd.
Het meer bevat meer dan 40 verschillende soorten vis en is zeer populair bij sportvissers. Naast toerisme wordt het meer ook gebruikt door de houtkapindustrie.
De snelweg Trans-Canada Highway loopt langs het meer, aan de noordzijde.